# Ticiane Santa Rita
Ticiane Henriques Santa Rita (Japoatã, 1990) es una científica e investigadora premiada nacional e internacionalmente, médica biomédica y bióloga molecular brasileña. Ha sido premiada por sus investigaciones sobre el desarrollo de pruebas para la detección de arbovirus y la automatización de la detección de mutaciones genéticas. Desde 2010 realiza investigaciones centradas en biología molecular. En cuanto al coronavirus, trabajó en el desarrollo de una prueba RT-PCR para detectar el virus incluso antes de que el virus llegara a Brasil.
Ticiane es la responsable de crear la prueba diagnóstica que diferencia el dengue, el zika y el chikunguña en un mismo test. Y también reconocida por crear una prueba de ADN que permite diagnosticar la paternidad de un feto varón a partir de la sangre de la madre. Además, fue una de las científicas involucradas en el mapeo del genoma del Covid19.

## Trayectoria

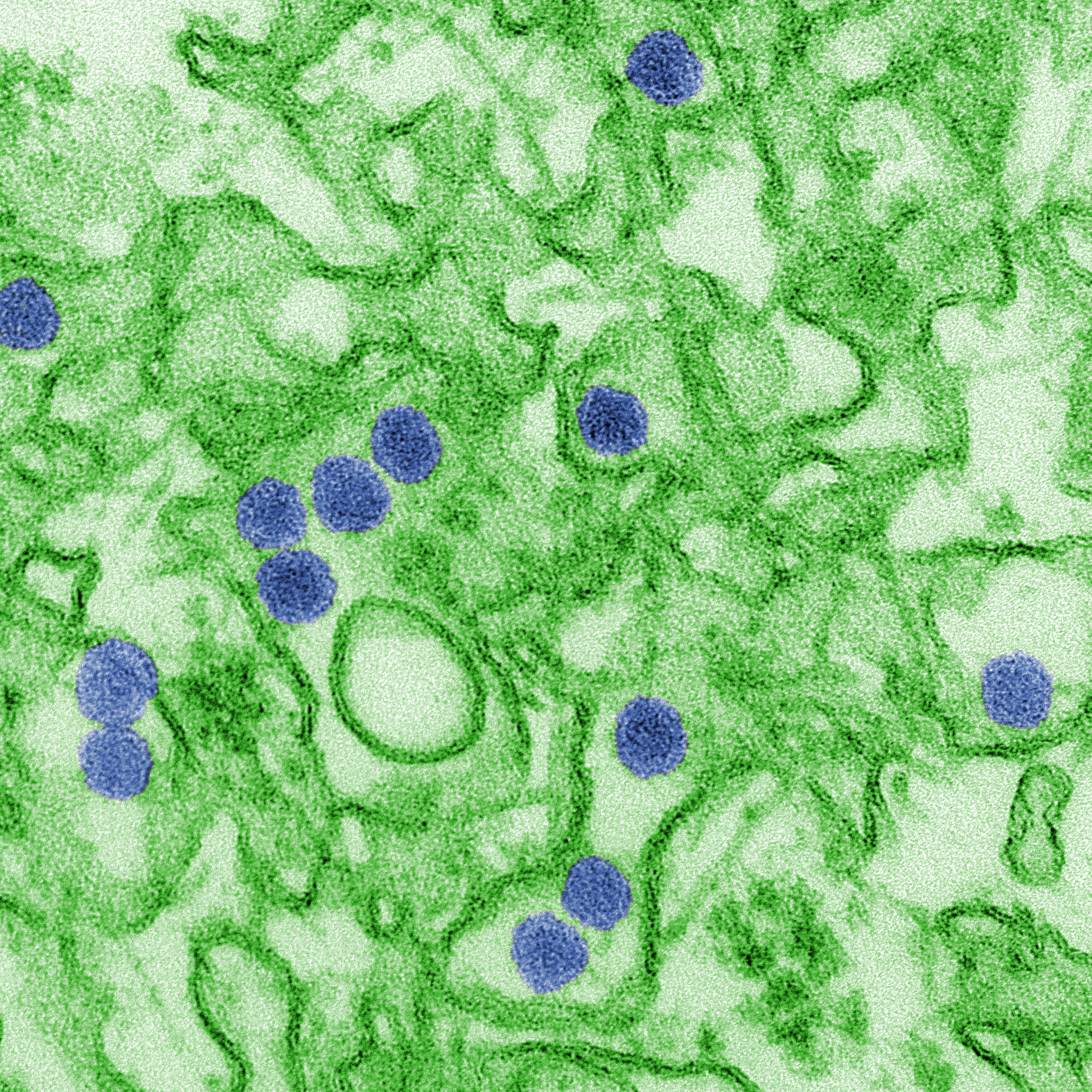
virus zika

Ticiane se graduó en Biomedicina en 2011 en la Universidad Tiradentes de Sergipe. Durante su graduación recibió una beca del Instituto de Tecnología e Investigación, momento en el que tuvo su primer contacto con la investigación científica. Realizó prácticas extracurriculares, durante tres años, en las áreas de laboratorio y hospital, imagenología y medicina nuclear. El enfoque inicial de las prácticas tuteladas fue en el área de Medicina Nuclear, por lo que buscó realizarlas fuera del Estado porque quería vivir nuevas experiencias, sin embargo, no recibió ninguna propuesta por parte de las clínicas. En 2013 obtuvo su maestría y se graduó en 2018 con un doctorado en Ciencias de la Salud de la Universidad de Brasilia (UnB). Se convirtió en investigadora del sector de Investigación y Desarrollo en el Laboratorio Sabin, donde desarrolla ensayos moleculares y realiza investigaciones en las áreas de Patología Molecular y Ciencias Forenses.

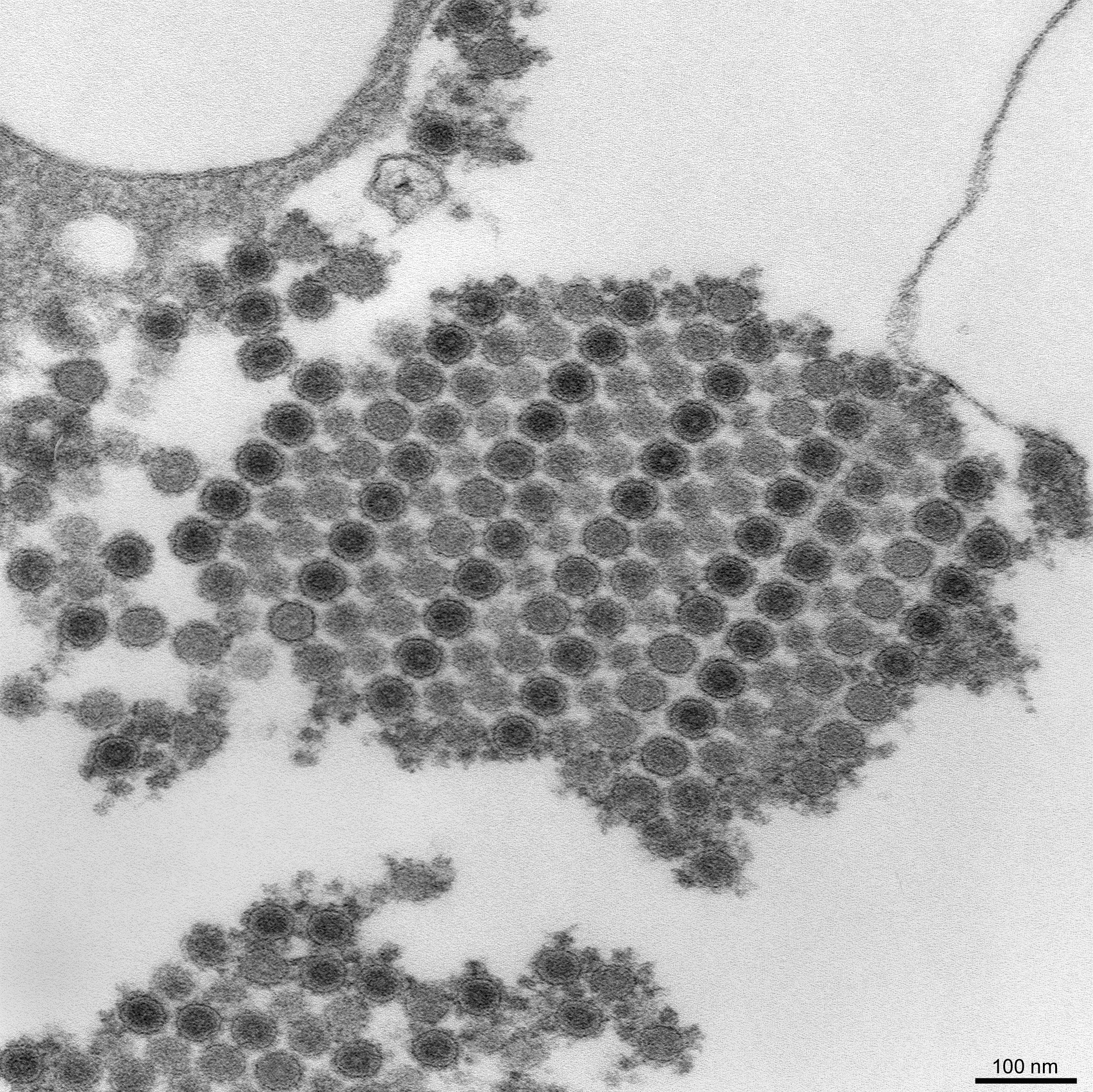
virus chikunguña

Cuando Ticiane inició su carrera en el laboratorio Albert Sabin en 2012, el área de investigación aún no estaba bien estructurada. Sin embargo, dos años después, en 2014, fue premiada en el Congreso Internacional ADN en Medicina Forense por la creación de una prueba que utiliza la sangre de la madre para identificar la paternidad de un feto varón.
Desde 2016, con el brote de los virus zika, dengue y chikunguña en Brasil, trabaja en el desarrollo de pruebas moleculares para enfermedades emergentes en general, lo que la llevó a desarrollar una prueba que diferencia estas tres enfermedades transmitidas por mosquitos, que causan enfermedades con síntomas similares y un diagnóstico hasta entonces a menudo basado en una corazonada.
En 2018 fue premiada en el congreso de medicina de laboratorio más grande e importante del mundo, la reunión anual de la Asociación Americana de Química Clínica (AACC). Obtuvo el reconocimiento de Joven Científica de la División de Patología Molecular por su trabajo en la automatización completa de la detección de siete mutaciones clínicamente relevantes en un único proceso de laboratorio. Así, siete pruebas distintas se procesan simultáneamente, teniendo sus rutinas unificadas como si fueran un solo examen. A través de la investigación, todo el proceso está integrado en el sistema de información del laboratorio, prescindiendo de la digitación de los datos de los pacientes a analizar, permitiendo el uso de la muestra primaria, evitando la manipulación y la preparación de alícuotas, además de la trazabilidad de todos los consumibles y reactivos utilizados, con la liberación automática al paciente después de la aprobación de rutina. Esto garantiza calidad y seguridad para el paciente y convierte al diagnóstico molecular en un sector consolidado del análisis clínico, con rutinas multianalíticas que se asemejan a la inmunología y la bioquímica.
La Dra. Ticiane Santa Rita también fue, en 2020, una de las tres investigadoras implicadas en la cartografía del genoma de la Covid-19. El grupo del que forma parte fue pionero en cartografiar el material genético del Sars-Cov-2 en Brasil. El procedimiento fue posible después de obtener el consentimiento de un paciente infectado, que se había realizado la prueba en una unidad de laboratorio Sabin en Brasilia, y poner la muestra a disposición de los investigadores de la Universidad de Brasilia (UnB). Además, trabajó en el desarrollo de una prueba RT-PCR para la detección del Covid-19.

## Reconocimientos y premios
- 2014: Premio Congreso Internacional ADN en Medicina Forense
- 2018: Premio al joven científico de la AACC: reunión anual y exposición de laboratorio clínico 2018, de la Asociación Estadounidense de Química Clínica.[6]
- 2020: Premio AACC - Reunión Anual y Exposición de Laboratorio Clínico 2018, de la Asociación Estadounidense de Química Clínica.[10]